# 紀比呂子
紀 比呂子（きの ひろこ、1950年〈昭和25年〉4月11日 - ）は、日本の元女優、実業家である。本名は、福田博子。旧姓は、佐藤。身長158cm（1972年3月）。

## 来歴・人物
女優・三条美紀（三條美紀）の娘として東京都世田谷区に生まれる。お七夜記念に初めて雑誌「平凡」のグラフを飾る。芸名は、母親の芸名から最後の字を姓とし、名前は本名を音読み漢字で並べたものである。4歳から6歳まで東京・成城の聖ファチマのマリア幼稚園に通う。セーラー服姿を早く見たいという母・三条美紀の希望で、入園式にはセーラー服姿で臨んだ。幼稚園の発表会では、竜宮城の乙姫様を好演し、蛙の子は蛙と評判だった。このころからピアノも始め、小学校3年生の時の発表会では「エリーゼのために」を見事に演奏した。幼稚園時代、先生が「比呂子ちゃんのお母さんは、比呂子ちゃんが起きる時、なにをしてますか」と聞くと、胸を張り、大声で「寝てまーす」と答えた。母・三条美紀は生活がかかっていたため仕事を辞めることができなかったが、育児を祖母任せにしていたことについて「こんな母親でいいのだろうか、母親とはこんなものだと思って育ったらどうなるのだろう」と悩んだという。
小学校から短期大学まで成城学園。幼稚園から高等学校まで、三船敏郎の長男である三船史郎と一緒だったが、1度も同じクラスになったことはなかった。小学生のころは坂本九のファンで、母親である三条美紀に頼んでブロマイドにサインをしてもらったことがある。中学・高校では馬術部に所属、世田谷の馬事公苑に行っては乗馬を楽しんだ。中学になると芸能界にあこがれ、芝居は中学の頃からの念願だった。高校二年の時に劇団若草に入団。短大在学当時の趣味は油絵。フィギュア・スケート、ホッケー、水泳、テニス(コートにかける青春をきっかけとしてやり始めた)などスポーツが得意。子ども時代は貧血症だったため、レバーのステーキが好物となる。18歳で自動車運転免許を取得。当時の愛車はサニー・クーペGL。1972年からはアルファ・ロメオ-750GTV。仕事が忙しくなり、成城大学短期大学部生活文化コースをやむなく中退。在学中の得意な科目は英語だった。かつてはバーボンを1本くらいは軽く空けたという酒豪であったが、胆嚢炎に罹患し一時禁酒する。母親・三条美紀のしつけで裁縫や家事は得意。動物好きで若い頃の独身時代はチョコというペルシャ・チンチラやシャム猫を飼っていた。シャム猫のチャイはアテンション・プリーズで親しくなった范文雀から譲り受けたものである。
高等学校在学中の1966年、母親の縁で日本テレビにスカウトされ、1969年のテレビドラマ『風の中を行く』に新任教師役の吉永小百合の教え子役で初出演。同年に高校を卒業し、熊井啓監督に抜擢され『地の群れ』（1970年公開）に準主役として出演、瑞々しい演技で注目を浴びた。
『時間ですよ』(TBS)の第1シリーズ15回から出演、16回から降板した川口晶に代わり堺正章、悠木千帆（後の樹木希林）とともにトリオ・ザ・銭湯の一員としてレギュラーとなる。第2シリーズでは、堺正章に片思いするラーメン店の出前持ちを演じ好評を得る。1970年、田舎で卓球に夢中だった少女が国際線の客室乗務員になるまでを描いた人気ドラマ『アテンションプリーズ』に主演し、平均視聴率30%を獲得、一躍お茶の間の人気者となり、三条美紀は、送り出す時や深夜ひとりで帰りを待つときは「女優にするんじゃなかった」と思ったという。その後も『コートにかける青春』、『マドモアゼル通り』『青春をつっ走れ』などの複数の青春ドラマに主演して人気を博し、テレビ・舞台を中心に多くの作品に出演した。『コートにかける青春』では母・三条美紀と共演。それまでは紀の方が照れくさいと断っていたものを、スタッフのたっての願いで実現。『青春をつっ走れ』の際の劇中のアダ名はアンパン。台本ではクリーム・パンとなっていたが森田健作が発案し、郷ひろみらがそれを後押ししたためアンパンに決定。本人にとっては不本意なアダ名だった。
1982年、中学の先輩で富山県富山市で商社、テレビ局、観光業、建設業等を営む企業グループの御曹司との結婚を期に芸能界から引退し、富山に移住して2年を過ごす。その後石川県金沢市に移り1女1男をもうけた。金沢在住当時は、町会の班長を務め、町会費を集めたり回覧板を回したりと地元に馴染んでいたが、義父が興した福田勘産業株式会社が1999年に経営破綻し、夫が経営していた同社の関連企業であるホリデイイン金沢、珠洲ビーチホテルも他社に売却することとなったため帰京
。2002年に世田谷区砧に金沢家庭料理の小料理屋「はく」を開業し、女将となっていたが、2019年7月20日をもって閉店した。

## 出演

### 映画
- 地の群れ（1970年1月31日、ATG） - 徳子
- 夕日くん サラリーマン脱出作戦（1971年4月15日、東宝）
- 喜劇 昨日の敵は今日も敵 （1971年4月29日、東宝） - ひとみ
- 紙芝居昭和史 黄金バットがやって来る（1972年5月13日、東宝） - めぐみ
- 喜劇 泥棒大家族 天下を盗る（1972年10月28日、東宝） - 大鹿秋子
- 愉快な極道（1976年2月14日、東映） - 石田道子
- エデンの海（1976年4月24日、東宝） - 増川先生

### テレビドラマ
- 風の中を行く（1969年、NTV/吉永プロダクション） - 神崎コズエ
- 豆腐屋の四季（1969年、TBS）
- 火曜劇場「加茂川の女」（1969年、NTV）
- 夫よ男よ強くなれ 第12話「働けドタヌキ!!」（1969年、NET）
- ザ・ガードマン 第234話「海底殺し屋」（1969年、TBS / 大映テレビ室）
- 女房タブー集（1970年、TBS）
- お嫁にいきたい（1970年、CX）
- 新吾十番勝負（1970年、KTV）
- アテンションプリーズ（1970年 - 1971年、TBS / 東宝） - 美咲洋子
- 時間ですよ（TBS） - とみ子
  - 第1シリーズ（1970年）
  - 第2シリーズ（1971年）
- 日曜8時 笑っていただきます（1970年、TBS）
- 死の接吻（1971年、CX）
- おゆきさん（1971年、CX） - おゆき
- 待ったなし（1971年、MBS）
- 夫婦学校 第3回「甘ったれ女房」（1971年10月21日、NTV） ※共演：三波伸介
- 夕空晴れて（1971年、CX）
- 東芝日曜劇場（TBS）
  - 第782回 十五周年記念番組「夫婦」（1971年12月5日）
  - 第867回 愛の日めくり（1973年7月22日）
  - 第1020回 清吉の女（1976年6月27日）
  - 第1091回 ゆずり葉（1977年11月6日）
  - 第1209回 おふくろ（1980年2月10日）
  - 第1248回 紅い花なら（1980年11月9日）
  - 第1258回 春を待つ心（1981年1月25日）
- コートにかける青春（1971年 - 1972年、CX / 東宝） - 槇さおり
- 白い夏（1972年、TBS）
- 青春をつっ走れ（1972年、CX） - 浅野道子
- マドモアゼル通り Mademoiselle Avenue （1972年 - 1973年、YTV） - 三上裕子
- 愛よ、いそげ!（1972年、TBS） - 野島佐智
- あんたがたどこさ 第1シリーズ（1973年、TBS） - 川村美樹子
- 旅人異三郎 第20話「夫婦の契りが激流に乱れた」（1973年、TX） - おその
- 伝七捕物帳（1973年 - 1977年、NTV / ユニオン映画） - お美代
- 必殺シリーズ（ABC / 松竹）
  - 助け人走る 第12話「同心大疑惑」（1974年） - およう
  - 必殺必中仕事屋稼業 第25話「乱れて勝負」（1975年） - おしの
- 唖侍鬼一法眼 第18話「野盗と花と子供たち」（1973年、NTV）
- おんな家族（1974年、TBS）-山城鶴子
- ありがとう 第4シリーズ（1974 - 1975年、TBS）-花村つぼみ
- 華やかな荒野（1974年‐1975年、TBS）
- 座頭市物語 第17話「花嫁峠に夕陽は燃えた」（1975年、CX / 勝プロ）- おちか
- ふりむくな鶴吉 第29話「かまいたち」（1975年、NHK総合）
- 影同心 第11話「情けに賭けて殺し節」（1975年、MBS / 東映） - おきぬ
- 魅せられた夏（1975年、TBS）
- ガラスの森（1975年、TBS）
- 十手無用 九丁堀事件帖 第12話「狙われた玉の輿」（1975年、NTV / 東映） - おその
- 江戸の旋風シリーズ（CX  / 東宝）
  - 江戸の旋風 第23話「逢引き蔵」（1975年）
  - 江戸の旋風II 第8話「下町娘と若浪人」（1976年）
  - 江戸の旋風III 第1話「謎のおんな砂絵師」（1977年）
- 前略おふくろ様 第1シリーズ 第20話（1976年、NTV / 渡辺企画） - 倉田よし子
- 水戸黄門（TBS / C.A.L）
  - 第7部 第27話「真実に命をかけて -松本-」（1976年11月22日） - しのぶ
  - 第12部 第15話「娘意気地の生一本 -柳井-」（1981年12月7日） - お袖
- 妻たちの二・二六事件（1976年、NHK総合）
- 遠山の金さん (NET/東映) 杉良太郎版 第1シリーズ 
  - 第28話「折鶴の謎を追え!!」(1976年） - お新
  - 第64話「引廻しの女」(1976年) - おさん
- 非情のライセンス（NET / 東映）
  - 第2シリーズ（1976年）
    - 第88話「兇悪・その愛」 - 瀬川紀子
    - 第109話「被写体」 - 下山泰子

  - 第3シリーズ 第5話「兇悪の祈り・国外逃亡を阻止せよ!」（1980年） - 片倉尚子
- いろはの"い" 第25話「時効」（1977年、NTV / 東宝） - 島村民子
- さくらさくら（1977年、CX） - お志麻
- 愛と憎しみの宴（1977年、MBS /東宝）
- 太陽にほえろ!（NTV / 東宝）
  - 第237話「あやまち」（1977年） - 栗林友子
  - 第360話「ボンは泣かない」（1979年） - 柳井千佳
- Gメン'75 第114話「極秘捜査赤ちゃん誘拐!」（1977年、TBS / 東映） - 本田美代
- お手々つないで（1977年 - 1998年、NBN / ANB / ABC / HTB / KHB / KSB / UHT / KBC）
- 大江戸捜査網 第321話「初春雪どけを待つ女」（1978年、12ch / 三船プロ） - おこま
- 新五捕物帳 第14話「怒りの十手に血が騒ぐ」（1978年、NTV / ユニオン映画） - お糸
- 達磨大助事件帳 第14話「暗闇に女の罠」（1978年、ANB / 前進座 / 国際放映） - お歌
- 吉宗評判記 暴れん坊将軍 第22話「天下を支える友情」（1978年、ANB / 東映） - 蝶々亭小花
- ポーラ名作劇場 / 緑の夢を見ませんか?（1978年、ANB）
- 大空港 第4話「パリ－東京 戦慄の20時間」（1978年、CX / 松竹）
- 愛人（1978年、CX） - 杉本夏子
- 風鈴捕物帳 第6話「鬼蜘蛛の謎」（1978年、ANB / 東映）
- 七人の刑事 第3シーズン 第5話「刑事は結婚詐欺師」（1978年、TBS）
- ゆうひが丘の総理大臣 第32話「教師VSツッパリ姉弟!」（1979年、NTV / ユニオン映画） - 鉄平の姉
- 柳生一族の陰謀 第22話「地獄を見た女」（1979年、KTV / 東映）
- 鉄道公安官 第7話「こだま最終便の秘密」（1979年、ANB / 東映）
- 伝七捕物帳（テレビ朝日版）第24話「幽霊を見た幽霊」（1979年、ANB）- お梅・お菊（二役）
- 土曜ワイド劇場（ANB）
  - 生きていた死美人・病院偽装殺人（1979年8月25日）
  - 死体の指にダイヤ・浴室の幻想（1981年3月7日）
  - 死刑執行五分前（1981年3月21日）
- そば屋梅吉捕物帳 第10話「おんな狩り」（1979年、12ch / 国際放映） - お菊
- 逢いたくて（1980年、TBS）
- 遅咲きの梅（1980年、TBS）
- 名人劇場 / 結婚師ジゴロ（1980年、CX）
- ポーラテレビ小説 / マリーの桜（1980年、TBS） - 塚原信子
- 鬼平犯科帳 第2シリーズ 第13話「助太刀」（1981年、テレビ朝日 / 東宝） - お峰
- 野々村病院物語 第1シリーズ（1981年、TBS） - 村上時江、薬剤師（途中で降板）
- 江戸の用心棒 第15話「喪服の花嫁」（1981年、CX  / 東宝 / 映像京都） - おりょう
- 同心暁蘭之介 第12話「密会の女」（1981年、CX / 杉友プロ） - おしん
- 木曜ゴールデンドラマ / 続・生きてん母ちゃん（1982年、YTV）
- 特捜最前線 第250話「老刑事、赤い風船を追う!」（1982年、ANB / 東映） - 妹尾順子
- 時代劇スペシャル / 御金蔵破り・家康の首（1983年、CX / 東映） - お稲

### 吹き替え
- 爆発!ジェットヘリ500（イレイン・ヘイルベル）
- ライムライト(TBS版)（クレア・ブルーム）

### その他テレビ番組
- 連想ゲーム（NHK総合）
- 爆報! THE フライデー（2014年、TBS）
- 行列のできる法律相談所 (2018年11月18日-日本テレビ)ゲストのIKKOの会いたい人としてVTR出演。

### CM
- 富士フイルム・フジカラー（1970年）
- 大正製薬・パブロン（1970年）
- ハウス食品・ハウスシチュー（1970年）
- 山一證券（1972年）[24]
- 濵田酒造・隠し蔵（2013年 - 2014年）[25]

## 音楽活動

### シングルレコード
- 二人だけの約束 / 私ひとりの貴方（1971年8月5日発売） - 東芝レコード
- 雨の日の訣れ / 花嫁は白い雲に乗って（1972年3月） - 東芝レコード
- 別れのみずうみ / きっとどこかに（1972年10月） - 東芝レコード

### LPレコード
- 比呂子の歌とおしゃべり（1971年12月20日発売） - 東芝レコード